# Roman Inscriptions of Britain
Pour les articles homonymes, voir RIB.
Roman Inscriptions of Britain, ou RIB, est un recueil d'épigraphie latine spécifique aux inscriptions découvertes au Royaume-Uni pour la période de l'Antiquité romaine.
Il a été créé à partir des notes de l'historien Francis Haverfield (en) (1860-1919), léguées à sa mort à l'Université d'Oxford. Il a été édité par son élève Robin G. Collingwood (1889-1943), R.P. Wright et Roger Tomlin (en) (né en 1943). Le premier volume a été publié en 1965.

## Description et volumes
Le recueil comporte trois volumes :
- Le premier volume, Inscriptions on Stone (inscriptions lapidaires), a été publié en 1965, avec une nouvelle édition en 1995.
- Le deuxième volume recense les inscriptions trouvées sur des objets domestiques.
- Le troisième volume, publié en 2009, recense 527 inscriptions lapidaires découvertes entre 1995 et le 31 décembre 2006. Comme pour le premier volume, aucun index n'est fourni[1].

Une indexation a été compliée par Anthony Birley en annexe de son compte-rendu de lecture paru le Journal of roman archeology. Les index permettent de trouver les personnes mentionnées par les inscriptions selon un classement par nomen, cognomen, unité militaire, titre impérial, empereur, consul et par théonyme. Ces entrées croisent également les références des catalogues existants, notamment le Corpus Inscriptionum Latinarum.

## Notation

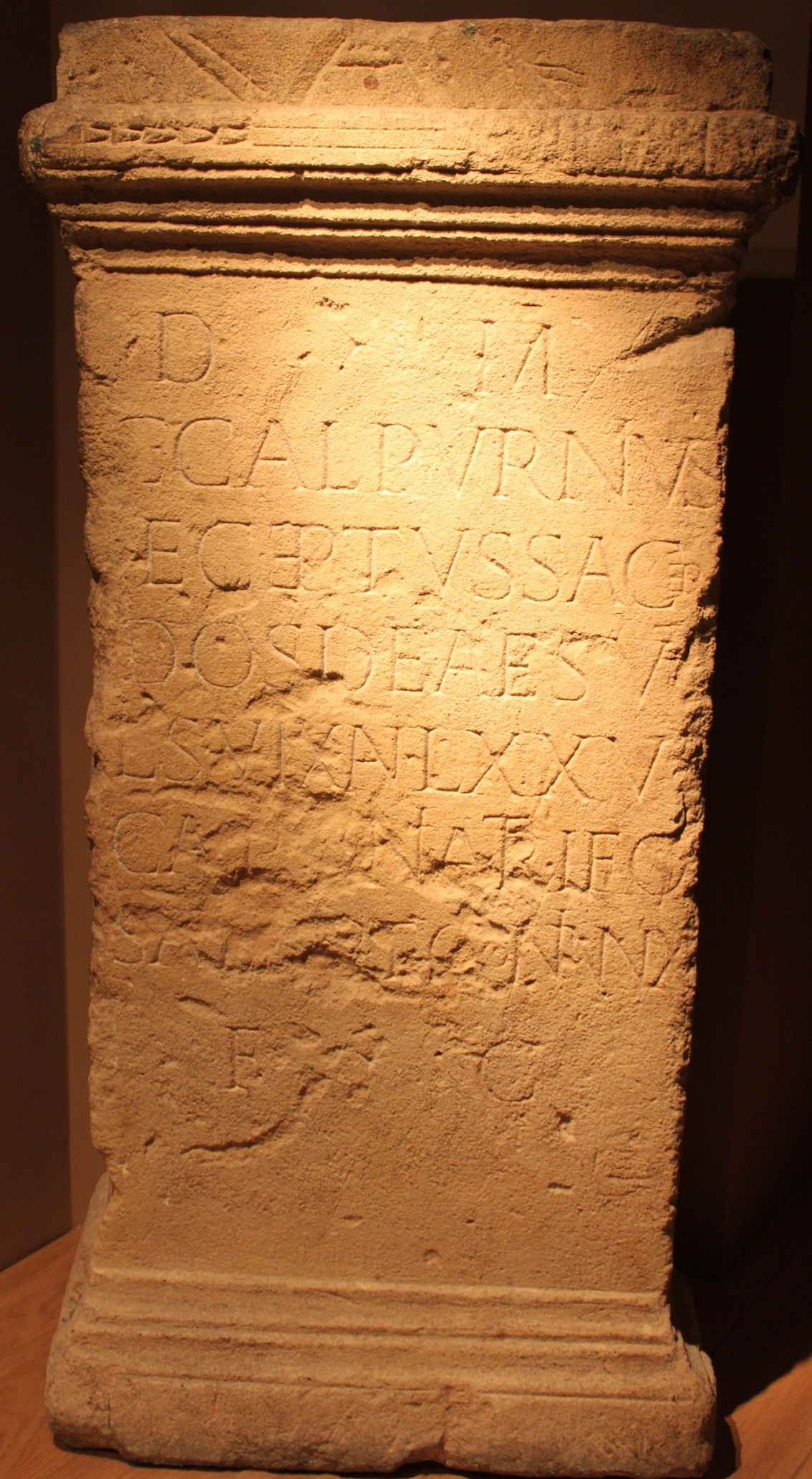
RIB I 155 : Autel comportant l'épitaphe d’un prêtre de la déesse Sulis, mort à 75 ans, réalisé par sa veuve affranchie.

Le référencement est de type RIB suivi du numéro de volume et d'un nombre, comme « RIB I 155 » : RIB est l'acronyme du recueil Roman Inscriptions of Britain, I renvoie au volume I et « 155 » est l'ordinal d'entrée dans ce volume. Dans ce cas précis, RIB I 155 fait référence à un autel comportant l'inscription : « D(iis) M(anibus), / G(aius) Calpurnius / [R]eceptus sacer/dos deae Su/lis vix(it) an(nos) LXXV, / Calpurnia Trifo/sa l[iber]t(a) coniunx f(aciendum) / c(uravit) ».
Ce type de transcription permet de mentionner : 
- les lettres retrouvées précisément ;
- les passages manquants figurés entre les signes « [ » et « ] » ;
- les abréviations figurées entre parenthèses « ( » et « ) ».